# ケネディクス・レジデンシャル・ネクスト投資法人
ケネディクス・レジデンシャル・ネクスト投資法人（-とうしほうじん）は、かつて存在した投資法人（東証上場、J-REIT）。吸収合併され、KDX不動産投資法人となっている。

## 概要
ケネディクスがスポンサーのJ-REITであり、資産運用会社はケネディクス100%出資の「ケネディクス不動産投資顧問株式会社」であった。
設立当初の投資対象は居住用施設であったが、2018年に「ジャパン・シニアリビング投資法人」を吸収合併した際にヘルスケア施設及び宿泊施設が追加された。
2020年12月25日現在で取得価格合計2,572億円、物件数156物件である。
2023年11月1日に同じくケネディクスがスポンサーのケネディクス・オフィス投資法人に吸収合併され消滅した。存続会社はKDX不動産投資法人に商号変更した。

## 沿革
- 2011年（平成23年）11月15日 - ケネディクス・レジデンシャル投資法人として設立。
- 2012年（平成24年）4月26日 - 東証に上場。
- 2018年（平成30年）3月1日 - 「ジャパン・シニアリビング投資法人」を吸収合併。ケネディクス・レジデンシャル・ネクスト投資法人に商号変更。
- 2023年（令和5年）
  - 10月30日 - 上場廃止。
  - 11月1日 - ケネディクス商業リート投資法人とともに、存続会社のケネディクス・オフィス投資法人に吸収合併され消滅。存続会社はKDX不動産投資法人に商号変更[2][3]。

## ジャパン・シニアリビング投資法人
「ジャパン・シニアリビング投資法人」は、2015年7月29日に上場したヘルスケアリートで、スポンサーはケネディクス、新生銀行、長谷工コーポレーション、三菱UFJ信託銀行、LIXILグループ及び損害保険ジャパン日本興亜、資産運用会社は「ジャパン・シニアリビング・パートナーズ株式会社」であった。
2018年2月26日に上場廃止、同年3月1日に「ケネディクス・レジデンシャル投資法人」に吸収合併され解散した。